# استان ششم

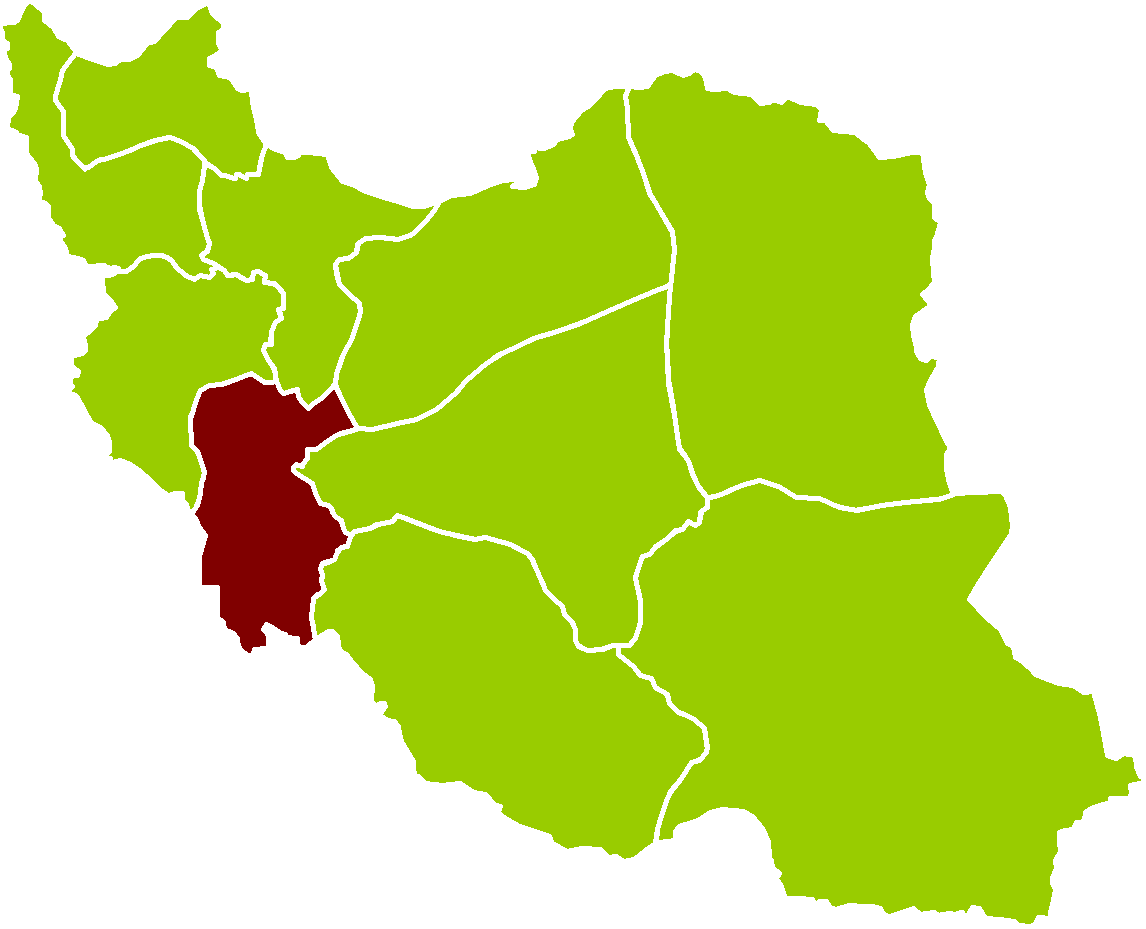
جایگاه استان ششم در نقشهٔ ایران.

استان ششم یکی از ۱۰ استان کشور ایران بود که در ۱۹ دی ۱۳۱۶ خورشیدی، با اصلاح قانون تقسیمات کشوری به عنوان استان ششم تعیین گردید. این استان شامل ۴ شهرستان خرم‌آباد، گلپایگان، اهواز، خرمشهر بود.
طبق ماده ۳ مصوب ۱۳۱۶/۸/۶ هر استان تحت اداره یک نفر استاندار قرار داشته که در محدوده مقررات این قانون به فرمانداران حوزه ماموریت خود دستور و تعلیمات می داده و با وزارت داخله(وزارت کشور) رابطه مستقیم داشته و طبق تبصره ۱ همان ماده استانداران دارای مرکز ثابت نبوده و در کلیه امور شهرستان‌های تابعه بازرسی کرده و مسئول حسن جریان امور آن‌ها بوده‌اند. این نکته که استاندار مرکز ثابتی نداشته، نکته جالبی است. شاید مقصود قانون‌گذار آن بوده که استاندار دائما در سطح استان در حرکت باشد و نیز یک شهر خاص تحت عنوان این که مرکز استان است بیش از سایر شهرها رشد نکند.
شهر اهواز مرکز این استان و خوزستان بخش اصلی این استان بود.
مناطق زیر از این استان جدا شده‌اند:
1. استان پانزدهم (لرستان): تأسیس ۱۳۴۰ خورشیدی
2. شهرستان گلپایگان: الحاق به استان دهم ۱۳۴۸ خورشیدی

منطقه زیر به این استان الحاق شده‌است:
1. شهرستان بهبهان: جدا شده از استان هفتم در ۱۳۴۲ خورشیدی [۶]